# Girlsmen

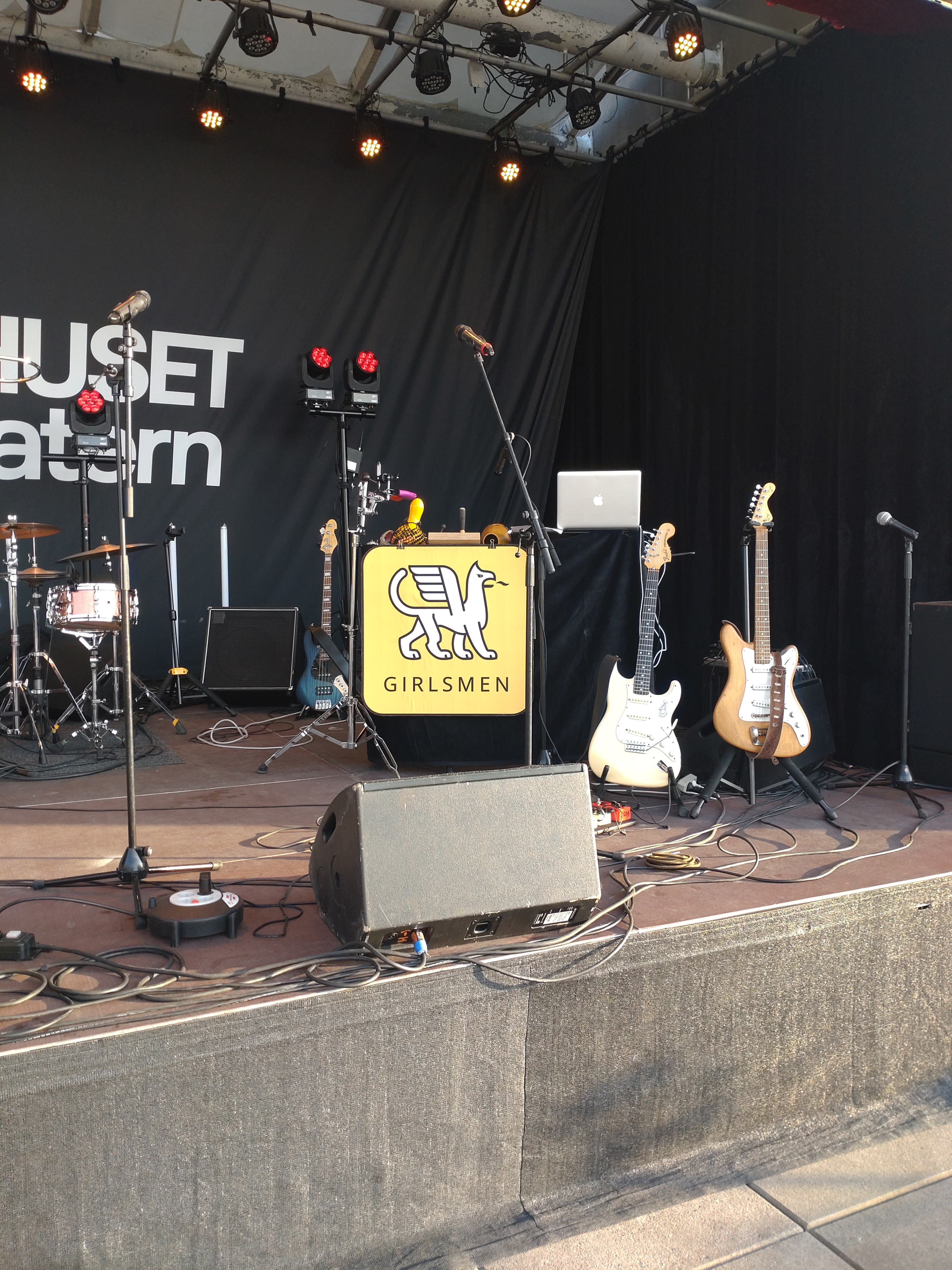
Kulturhusets scen innan Girlsmens spelning 2024

Girlsmen var en svensk ska- och popmusikgrupp aktiv under 1990-talet. De gav ut en handfull singlar 1993-1996 och ett självbetitlat album 1994. 
Tongivande i bandet var Patrik Arve och Matthias Lindgren. De övriga medlemmarna i bandet var Soma Catomeris, Yari 'Yerpa' Jimenez, Andreas Lindgren, Malcolm Pardon, Johan Matsson, Viktor Brobacke och Linus Torell. 
Gruppen spelade ska, men med samma förändringar som andra musikgenrer var föremål för genom de elektroniska och datorbaserade instrumentens intåg i musikvärlden. De var mycket måna om sin image och var medvetet hemlighetsfulla om sina identiteter.
Girlsmen fick åtskilliga spelningar runt om i  Sverige, Danmark och Finland (Åland), exempelvis Hultsfredsfestivalen 1994.
Ett andra album, arbetsnamn Especially for you, var under inspelning sommaren 1996 men blev aldrig färdigt.

## Diskografi

### Album
- 1994 – Girlsmen

CD, Pile Record.
Inspelningstekniker och musikproducent: Jonas van der Burg
1. Life on the hill
2. Mr. Man
3. Hate you
4. Waiting
5. Ruff stuff
6. Rumblin'
7. Dog Bone
8. All over the world
9. Man go mad
10. Tied up
11. Girlie, girlie
12. Alone

Albumet låg på den svenska albumlistans 46:e plats under 1 vecka i juni 1994.

#### Mottagande
Albumet fick betyget 3 (av 10) av Kjell Häglund i Tidskriften Pop #8.

### Singlar
- 1993 – Man Go Mad

Pile Record, CDS
1. Man Go Mad
2. Man Go Mad (Japanese version)

- 1994 – Mr Man

Pile Record, CDS
1. Mr. Man
2. Waiting

- 1994 – Rumblin'

Pile Record, CDS
1. Rumblin'
2. My Head's Pumpin'

- 1994 – Girlie Girlie'

Pile Record, CDS
1. Girlie, Girlie
2. Dog Bone
3. Girlie, Girlie (Remix)

- 1996 – Skybar'

Pile Record, CDS
1. Skybar
2. Busty Body